# Miss Atlántico Internacional 1995
O Miss Atlântico Internacional 1995 foi a 1.ª edição do concurso de beleza internacional Miss Atlântico que ocorreu anualmente no Uruguai. Aconteceu em janeiro de 1995 com a participação de uma aspirante ao título. A uruguaia Claudia Schmidt foi a primeira detentora do título. 

## Resultados
| Colocação           | País                        |
| Miss Atlântico 1995 | - Uruguai - Claudia Schmidt |

### Premiações Especiais
- Não há nenhuma premiação especial constada nesta competição este ano.

## Candidatas
Fora a uruguaia que ganhou, não há outros registros de candidatas para esta competição:
- Uruguai - Claudia Schmidt

## Ligações Externas
- Site oficial do Miss Atlántico Internacional